# Eugenio Garza Pérez
Eugenio Garza Pérez (Monterrey, 23 de julio de 1996) es un jinete mexicano que compite en la modalidad de salto ecuestre. Ganó una medalla de plata en los Juegos Panamericanos de 2019, en la prueba por equipos.

## Biografía
Nació en Monterrey el 23 de julio de 1996. Es bisnieto del filántropo y empresario mexicano Eugenio Garza Sada. Desde joven se inició en la hípica.
En 2017 estuvo en pareja con la jinete y modelo Eve Jobs.

## Palmarés internacional
| Juegos Panamericanos | Juegos Panamericanos | Juegos Panamericanos | Juegos Panamericanos |
| Año                  | Lugar                | Medalla              | Categoría            |
| -------------------- | -------------------- | -------------------- | -------------------- |
| 2019                 | Lima (Perú)          | Medalla de plata     | Por equipos          |